# Thomas Sutter-Somm

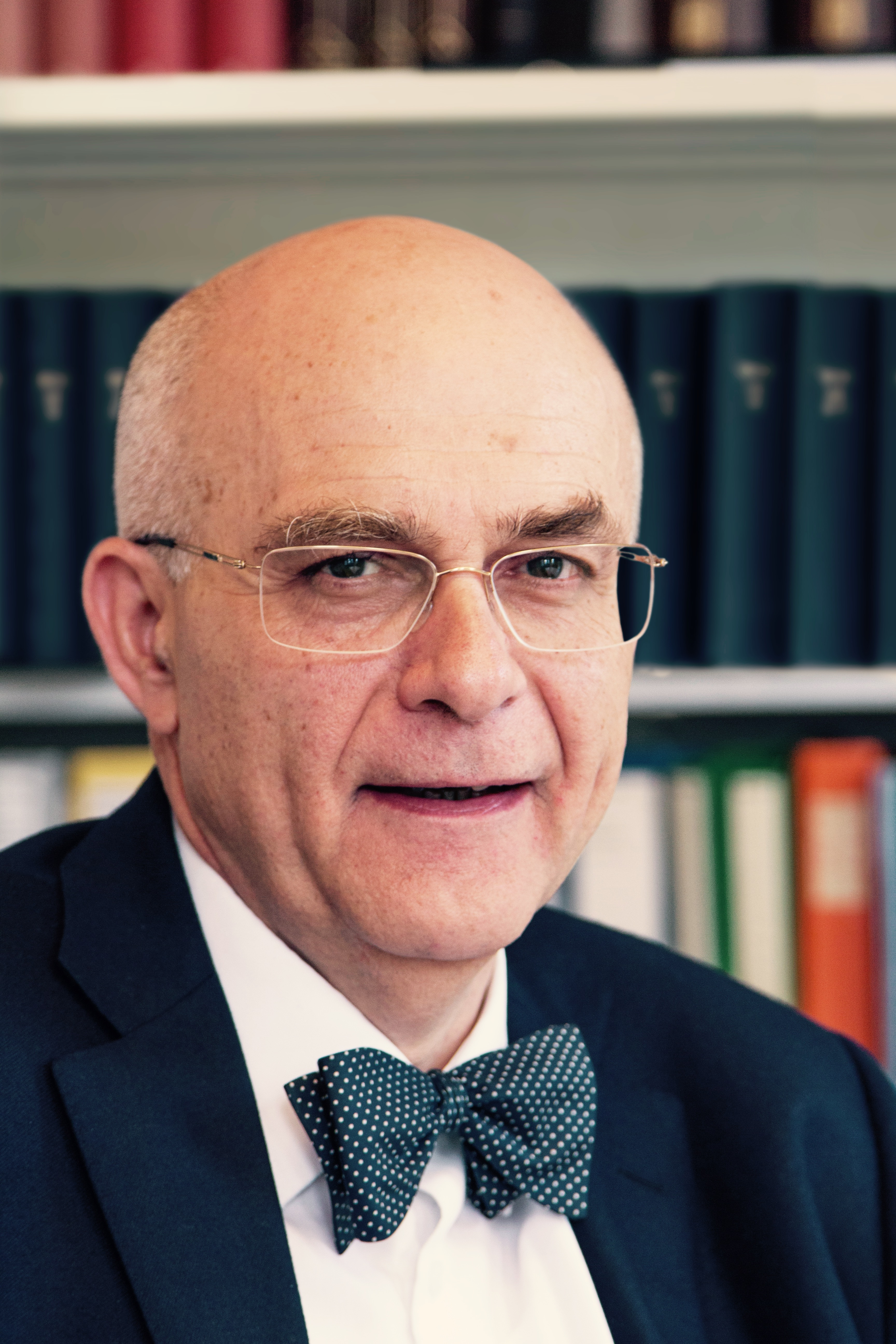
Thomas Sutter-Somm 2016

Thomas Claudius Sutter-Somm (* 1956 in Basel als Thomas Sutter) ist ein Schweizer Jurist und Hochschullehrer an der Universität Basel.

## Leben
Sutter-Somm studierte von 1975 bis 1980 Rechtswissenschaften an der Universität Basel. 1984 promovierte er ebenfalls in Basel zum Dr. iur. Ab 1983 arbeitete er als Assistent an der Universität Basel, bevor er 1988 als wissenschaftlicher Adjunkt ans Bundesamt für Justiz wechselte, wo er unter zunächst an den Gesetzgebungsarbeiten zum Datenschutzgesetz mitwirkte. Ab 1990 war er zunächst Projektleiter der Scheidungsrechtsrevision und Sekretär der Expertenkommission. Im April 1999 wurde er vom damaligen Chef des Eidgenössischen Justiz- und Polizeidepartements, Bundesrat Arnold Koller,  zum Präsidenten der Expertenkommission zur Vereinheitlichung des Schweizerischen Zivilprozessrechts eingesetzt. Die von ihm präsidierte Kommission aus Vertreterinnen und Vertretern kantonaler Gerichte, des Bundesgerichts, der Anwaltschaft sowie aus Wissenschaft und Verwaltung lieferte Ende 2002 einen Vorentwurf mit Begleitbericht ab. Der von der Kommission und diversen Subkommissionen erarbeitete Gesetzesentwurf beruhte auf folgenden Leitlinien: Vereinheitlichung durch Kodifikation, Anknüpfung an kantonale Tradition, Mut zur Lücke oder ein Prozessrecht für die Praxis, ein Prozessrecht für die Wirklichkeit, ein "soziales" Privatrecht, die kantonale Gerichtsorganisation ist grundsätzlich nicht anzutasten, ein möglichst gleich langer Weg für alle Kantone, Abstimmung mit dem übrigen Bundesrecht. Der Gesetzesentwurf stiess im Vernehmlassungsverfahren auf grosse Zustimmung, auch wenn in Einzelpunkten Kritik geübt wurde. In der Folge wurde der vom Parlament überarbeitete Gesetzesentwurf in beiden Parlamentskammern bei nur einer einzigen Gegenstimme angenommen. In der Folge erarbeitete Sutter-Somm als Experte in Basel-Stadt die kantonale Einführungsgesetzgebung aus und war zudem federführender Experte für das totalrevidierte Gerichtsorganisationsgesetz vom 3. Juni 2015.
Seine universitäre Lehrtätigkeit nahm Sutter-Somm 1992 als Lehrbeauftragter im Bereich ZGB an der Universität Freiburg i.Ue. wieder auf. 1997 schloss Sutter-Somm in Freiburg i.Ue. bei Bernhard Schnyder sein Habilitationsverfahren zur Thematik der schweizerischen Rechtsvereinheitlichung im Zivilprozessrecht ab und erhielt die venia legendi für die Fächer Schweizerisches Zivil- und Zivilprozessrecht unter Einschluss der Neueren Privatrechtsgeschichte.
2000 wurde Sutter-Somm an der Universität Freiburg i.Ue. zum Titularprofessor ernannt. Von Oktober 2000 bis März 2002 war er hälftig als Assistenzprofessor an der Universität Basel tätig, seit Januar 2001 zur anderen Hälfte als ordentlicher Professor an der Universität Luzern. Ab April 2002 hatte er ebenfalls eine 50%ige ordentliche Professur an der Universität Basel inne. Seit Oktober 2003 hat er den ordentlichen Lehrstuhl für Zivilrecht und Zivilprozessrecht an der Universität Basel zu 100 % inne. Seit 2002 ist er zudem ständiger Gastprofessor an der Universität Luzern. Von 2005 bis 2007 war Sutter-Somm Dekan der Basler juristischen Fakultät. Seit 2007 wurde er wiederholt zum Vorsitzenden der Regenz der Universität Basel gewählt.

## Veröffentlichungen (Auswahl)
- Rechtsfragen des organisierten Sports unter besonderer Berücksichtigung des Einzelarbeitsvertrages. Peter Lang, Bern 1984, ISBN 978-3-261-03449-6 (Dissertation).
- Auf dem Weg zur Rechtseinheit im schweizerischen Zivilprozessrecht : dargestellt anhand der systematischen Grundlagen und des Verhältnisses von Bundesrecht und kantonalem Zivilprozessrecht bei der Dispositions- und Offizialmaxime. Schulthess Polygraphischer Verlag, Zürich 1998, ISBN 978-3-7255-3695-5 (Habilitationsschrift).
- Schweizerisches Zivilprozessrecht. 3. Auflage. Schulthess, Zürich 2017, ISBN 978-3-7255-7095-9, S. 471.
- Kommentar zur Schweizerischen Zivilprozessordnung. 3. Auflage. Schulthess, Zürich 2016, ISBN 978-3-7255-7193-2.
- Schweizerisches Privatrecht, Band V/1: Eigentum und Besitz. 2. Auflage. Helbing Lichtenhahn, Basel 2014, ISBN 978-3-7190-2503-8.